# I Promise
"I Promise" é uma canção da banda de rock inglesa Radiohead, lançada em 2017. O Radiohead tocou a música diversas vezes em 1996 durante uma turnê de apoio a Alanis Morissette. Eles gravaram a música durante as sessões de seu terceiro álbum, OK Computer (em 1997), mas sentiram que não era forte o suficiente para ser lançada. Em junho de 2017, "I Promise" foi incluída na reedição da OK Computer OKNOTOK 1997 2017 e lançada como download com um videoclipe.

## História
O Radiohead tocou "I Promise" pela primeira vez em 27 de março de 1996 no Fillmore em San Francisco, e tocou-a várias vezes naquele ano durante a turnê de apoio a Alanis Morissette. As gravações piratas foram amplamente divulgadas.
O Radiohead gravou "I Promise" durante as sessões de seu terceiro álbum, OK Computer (em 1997), mas sentiu que não era forte o suficiente para ser lançado. Em 1998, o guitarrista Ed O'Brien sugeriu que a banda regravaria "I Promise" para seu próximo álbum, mas a música não foi lançada. Após o lançamento de seu sétimo álbum, In Rainbows (em 2007), O'Brien disse que o havia abandonado.
Em 23 de junho de 2017, o Radiohead lançou uma reedição de 20.º aniversário da OK Computer, OKNOTOK 1997 2017, apresentando "I Promise" e duas outras novas faixas. "I Promise" estreou na BBC Radio 6 em 2 de junho. O apresentador, Steve Lamacq, disse que o Radiohead acreditava que ele estava perdido e ficou feliz em redescobri-lo. Naquele dia, a banda lançou um videoclipe em seu site e disponibilizou "I Promise" para download para aqueles que haviam feito a pré-encomenda do OKNOTOK.
Em turnê em junho de 2017, o Radiohead tocou "I Promise" pela primeira vez em 21 anos. O compositor, Thom Yorke, disse à multidão: "Que bando de malucos nós éramos, e provavelmente ainda somos... Uma das coisas malucas que fizemos foi não lançar essa música, porque não achamos que ela fosse boa o suficiente."

## Composição
O "I Promise" apresenta violão acústico dedilhado, bateria tipo banda marcial, e tons orquestrais de Mellotron. A letra tem Yorke "listando votos como uma lista de compras", com temas comuns ao OK Computer, incluindo solidão, alienação, paranóia e sofrimento. O'Brien comparou-o a Roy Orbison, enquanto Yorke comparou-o ao Joy Division. A NME descreveu "I Promise" como "Radiohead no seu momento mais direto" antes de se dedicarem à música mais experimental.

## Videoclipe
O videoclipe de "I Promise" foi dirigido por Michal Marczak, que já havia dirigido uma vinheta de vídeo para o nono álbum do Radiohead, A Moon Shaped Pool (em 2016), e o vídeo de "Beautiful People" de Mark Pritchard, com Yorke. O vídeo retrata uma viagem noturna de ônibus por Varsóvia, com um passageiro como uma cabeça animatrônica separada. Robin Hilton da NPR interpretou o vídeo como uma referência ao isolamento e à rotina extenuante que Yorke experimentou na turnê OK Computer.

## Recepção
A Pitchfork nomeou "I Promise" como a "Melhor Música Nova" da semana. O crítico Marc Hogan escreveu que, diferentemente dos "temas líricos tecnológicos e da produção sombria" de OK Computer, este era semelhante ao álbum anterior do Radiohead, The Bends, e "impressionante do mesmo jeito". Ele especulou que, se o Radiohead tivesse lançado em 1997, "poderia ter sido inevitável em dormitórios, em noites de microfone aberto e em qualquer outro lugar onde caras sensíveis com guitarras fossem encontrados".

## Produção

### Radiohead
- Colin Greenwood
- Jonny Greenwood
- Ed O'Brien
- Philip Selway
- Thom Yorke

### Produção adicional
- Bob Ludwig – masterização
- Stanley Donwood – ilustrações
- Nigel Godrich – produção, engenharia
- Nick Ingman – regência
- Jim Warren – produção, engenharia